# Актан (Атырауская область)
Акта́н (каз. Ақтаң ауылы) — населённый пункт в Индерском районе Атырауской области Казахстана. Входит в состав Жарсуатского аульного округа. Код КАТО — 234037200.

## Население
В 1999 году население населённого пункта составляло 106 человек (56 мужчин и 50 женщин). По данным переписи 2009 года, в населённом пункте проживало 56 человек (29 мужчин и 27 женщин).